# Diogo Lopes Pacheco
Diogo Lopes Pacheco (v. 1304 - v. 1393), seigneur de Ferreira de Alves, est un noble portugais et l'un des assassins d'Inés de Castro.
Le roi Alphonse IV de Portugal, inquiet de la relation amoureuse entre son héritier Pierre et Inés, finit par se résoudre à ordonner l'assassinat de la maîtresse de son fils. Il charge Diogo Lopes Pacheco ainsi que Pero Coelho et Alvaro Gonçalves de mener à bien cette mission. Profitant de l'absence de Pierre parti chasser, les trois meurtriers se rendent au monastère de Santa Clara à Coimbra et assassinent Inés le 7 janvier 1355.
Après la mort du roi Alphonse IV en 1357, Diogo Lopes Pacheco se réfugie d'abord en Castille avec ses complices, afin d’échapper aux représailles de Pierre. Toutefois, Pierre Ier de Portugal parvient à négocier un accord en 1360 avec son neveu Pierre Ier de Castille : le roi de Castille accepte de lui livrer les meurtriers d'Inés et en échange, le roi de Portugal fait extrader vers la Castille des rebelles castillans. Pero Coelho et Alvaro Gonçalves sont ainsi livrés au roi de Portugal, qui les fait impitoyablement exécuter pour l'assassinat de sa maîtresse.
Diogo Lopes Pacheco parvient quant à lui à s’enfuir en Avignon. Il reçoit finalement le pardon de Pierre Ier de Portugal lorsque celui-ci meurt en 1367.
Il est l'ancêtre (probablement l'aïeul) de Duarte Pacheco Pereira.

## Diogo dans la culture populaire
Diogo Lopes Pacheco est l'un des personnages du film La reine morte, réalisé en 1944 par José Leitão de Barros.